# Altomonte (Kalabrien)
Altomonte ist eine italienische Gemeinde in der Provinz Cosenza in der Region Kalabrien mit 3993 Einwohnern (Stand 31. Dezember 2023). Der Ort liegt 60 km nördlich der Provinzhauptstadt Cosenza.
Die Nachbargemeinden sind: Acquaformosa, Castrovillari, Firmo, Lungro, Roggiano Gravina, San Donato di Ninea, San Lorenzo del Vallo, San Sosti und Saracena.

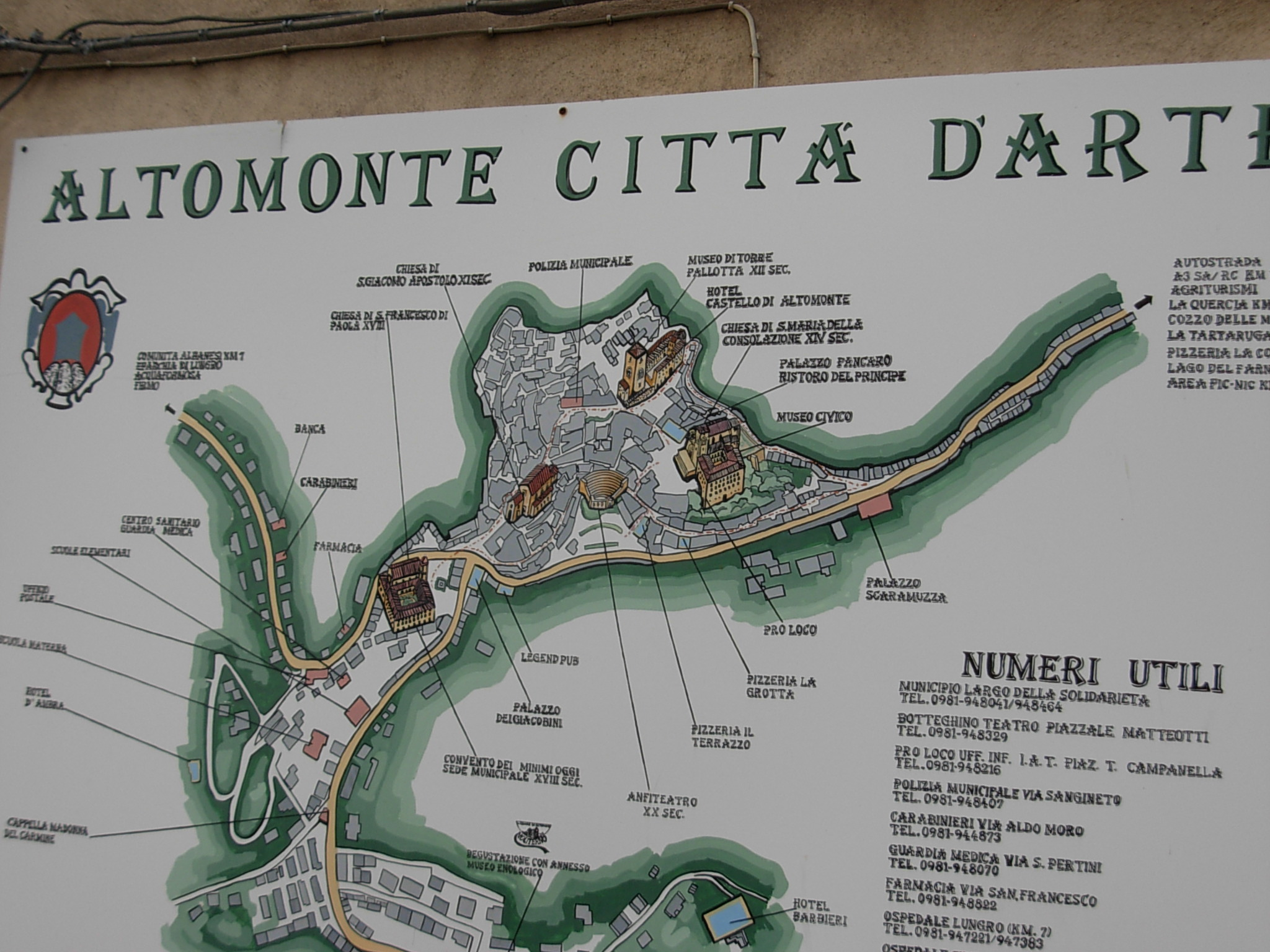
Stadtplan

Altomonte gehört zu den I borghi più belli d’Italia (Die schönsten Orte Italiens) und war Gründungsmitglied der Bewegung Cittàslow, die sich zum Ziel gesetzt hat, die Lebensqualität in den Kommunen zu erhöhen.

## Bedeutende Persönlichkeiten
- Vincenzo Di Benedetto (1934–2013), klassischer Philologe